# 勇払ガス田
勇払ガス田（ゆうふつガスでん）とは、北海道苫小牧市にあるガス田のこと。石油資源開発株式会社が開発し、天然ガスと同時に原油も生産されている（勇払油ガス田）。ガスについては、パイプライン輸送や鉄道の貨物輸送などで北海道内各所の都市ガス事業者へ、原油については製紙会社、電力会社などに供給されている。1日当たりの平均生産量は、2004年のデータで油：619キロリットル、ガス：892,000立方メートル。

## 生産・供給状況
- 1989年 南勇払で商業規模の天然ガス産出に成功[1](これを"発見"[2]としている)
- 1994年 石油資源開発株式会社が開発を開始。生産設備と共に苫小牧市 - 北広島市に至るパイプライン輸送路の建設に着手[1]（2005年、小樽市まで延長）。
- 1996年 北海道ガス（以下「北ガス」主に札幌市及び周辺都市向け）へ供給を開始、その後、LNG（液化天然ガス）の生産能力を増強し、苫小牧貨物駅から鉄道輸送にて旭川ガス（旭川市・北旭川駅）へ供給を開始。
- 2007年 LNGの生産能力を年間3万トンから7万トンへ増強。苫小牧駅の施設も増強し、鉄道輸送にて帯広ガス（帯広市・帯広貨物駅）、釧路ガス（釧路市・新富士駅）向けの供給を開始。岩見沢ガスのLNG転換により、ローリー車での供給開始。
- 2009年 北ガス北見地区のLNG転換により、鉄道輸送にて北見（北見市・北見駅）への供給開始予定。室蘭ガスのLNG転換により、ローリー車での供給開始予定。
- 2011年 石狩湾新港にLNG受入基地が完成。日本国外及び東京ガス袖ケ浦LNG基地からのLNGの移入のみならず、逆に、パイプラインを介した勇払ガス田からの天然ガスの移出も可能になる[3][4]。
- 2012年 2011年冬より井戸から大量の水が出る事態が続いており、それによって生産量が4割ダウンしていることが報道された[5]。石油資源開発株式会社は枯渇したとは考えていないと述べた[5]。これによって石油資源開発株式会社の2012年3月期の連結最終損益予想が従来の165億円の黒字から116億円の赤字に修正され、1970年の設立以来初の損失計上となる見込みとなった[5]。
- 2020年 2017年6月からそれまで利用していなかった滝ノ上層の利用を試み[6]、2020年6月より原油の商業生産を開始した[7]。

## ガス滞留層
5,000メートル付近の大深度に広がる花崗岩及び礫岩層内のフラクチャー構造（き裂が入った構造体）に貯留されている。このような大深度の火山岩の貯留層の例は、日本国内では他に新潟県長岡市の南長岡ガス田などがある。